# Tomás Méndez
Tomás Méndez Sosa (Fresnillo, 25 de julho de 1927 – Cidade do México, 19 de junho de 1995) foi um compositor e cantor mexicano de música mexicana e música ranchera. Nasceu em Fresnillo, Zacatecas, México. Ficou famoso graças à sua parceria com a cantora Lola Beltrán na década de 1950, que começou com a música "Gorrioncillo pecho amarillo" em 1954 e continuou com outros sucessos como "Cucurrucucú paloma", "Tres días" e "Bala perdida". Faleceu na Cidade do México em 19 de junho de 1995.
A música "Cucurrucucú paloma" foi tocada em muitos filmes como The Last Sunset, Happy Together, Talk to Her e The Five Year Engagement e também foi regravada por cantores notáveis como Harry Belafonte, Perry Como e Caetano Veloso.

## Canções
- "Pobre Leña de Pirul"
- "Gorrioncillo pecho amarillo"
- "Cucurrucucú paloma"[1]
- "Golondrina presumida"
- "Huapango torero"
- "Las rejas no matan"
- "Que me toquen las golondrinas"
- "Paloma Negra"
- "Puñalada trapera"
- "Tres días"[1]
- "La Muerte de Un Gallero"
- "La Melina Que Se Fue"